# Office international d'hygiène publique
L'Office international d'hygiène publique (OIHP) fut une organisation internationale créée le 9 décembre 1907, active jusqu'à sa fusion avec l'Organisation mondiale de la santé en 1947,. L'OIHP était basée au 195 boulevard Saint-Germain, à Paris,,.

## Histoire
L'OIHP fut créé à la suite des Conférences sanitaires internationales. En particulier, la conférence de 1903 se fixe pour objectif de créer une institution internationale en matière de santé. En 1907, une conférence internationale est réunie à Rome sous les auspices des gouvernements italien et français (représenté par Camille Barrère, ambassadeur de France à Rome et président des conférences de 1903 et 1907).
12 nations signent l'Arrangement de Rome le 9 décembre 1907 (bien que l'adhésion du Portugal et des Pays-Bas ne devienne effective qu'après leur ratification en 1911 et 1912) :
- Belgique
- Brésil
- Égypte
- Espagne
- États-Unis
- France
- Grande-Bretagne
- Italie
- Pays-Bas
- Portugal
- Russie
- Suisse

En 1933, l'OIHP comptait 51 parties contractantes (en plus des précédentes, suivies de leur date d'adhésion à l'OIHP) :
- Afrique-Équatoriale française, 1929
- Afrique-Occidentale française, 1920
- Algérie, 1910
- Allemagne, 1928
- Argentine, 1910
- Australie, 1909
- Bolivie, 1912
- Bulgarie, 1909
- Canada, 1910
- Chili, 1912
- Autres colonies britanniques, 1927
- Congo belge, 1927
- Danemark, 1913
- Grand duché du Luxembourg, 1926
- Greece, 1913
- Royaume du Hedjaz, 1932
- Raj britannique Inde britannique, 1908
- Inde néerlandaise, 1925
- Indochine française, 1914
- État libre d'Irlande, 1928
- Japon, 1924
- Madagascar, 1920
- Maroc, 1920
- Mexique, 1909
- Principauté de Monaco, 1913
- Norvège, 1912
- Nouvelle-Zélande, 1924
- Pérou, 1908
- Perse, 1909
- Pologne, 1920
- Roumanie, 1921
- Soudan, 1926
- Suède, 1909
- Tchécoslovaquie, 1922
- Protectorat de Tunisie, 1908
- Turquie, 1911
- Union d'Afrique du Sud, 1919
- URSS, 1926
- Uruguay, 1913

## Organisation

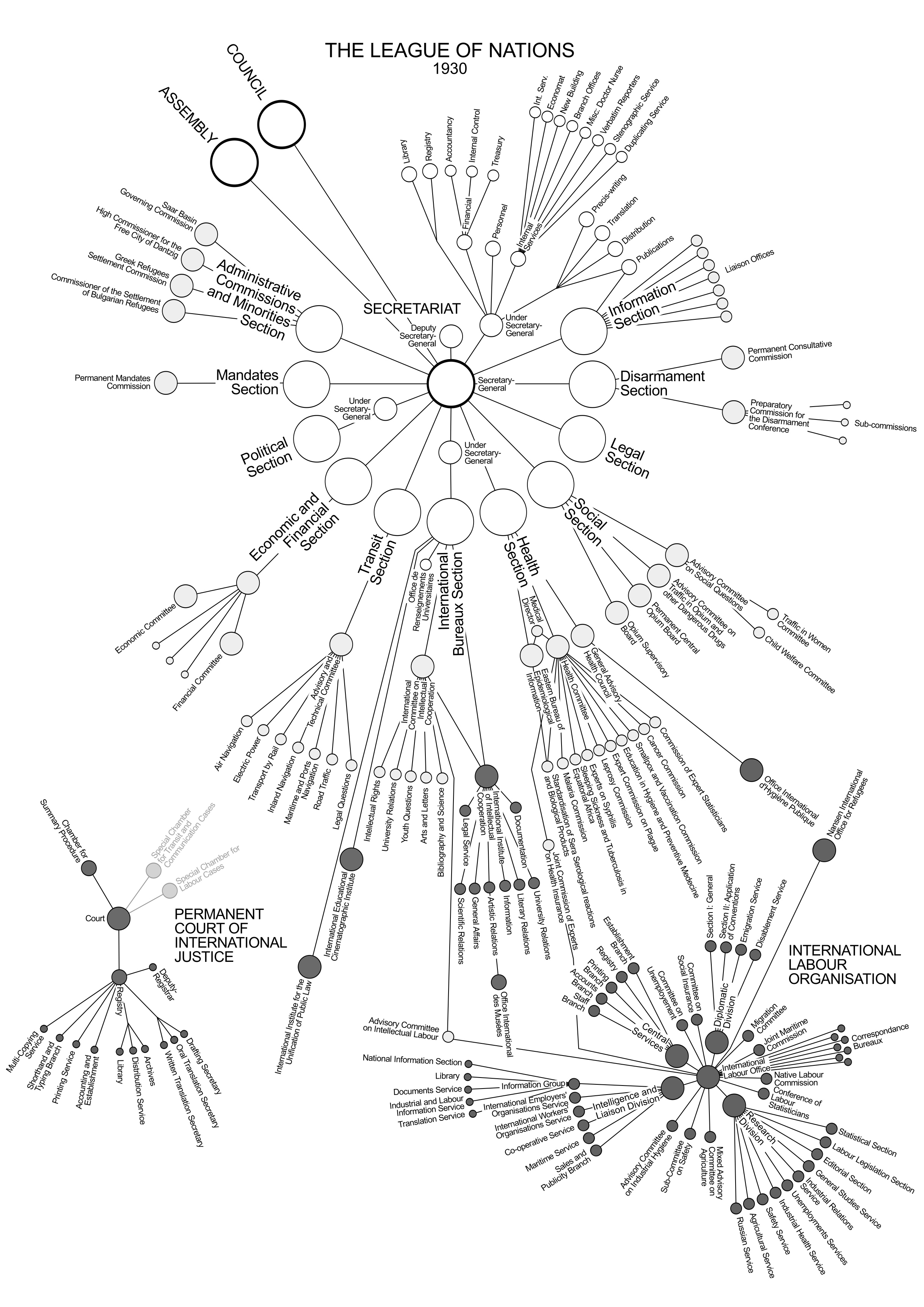
Organigramme des organisations internationales gravitant autour de la Société des Nations (1930), en anglais. « Il s’agit d’un réseau "reconstitué" sur la base de rapports et de documentation de la SDN. Cet exemple obéit à une contrainte hiérarchique forte, arborescente, les 200 éléments étant liés avec l’ensemble supérieur auquel ils appartiennent ».

L'OIHP était doté d'un secrétariat permanent, initialement installé à Rome et transféré temporairement dès 1909 au 195 boulevard Saint-Germain à Paris (bien que cette dernière adresse demeure le siège jusqu'à l'éclatement de la Seconde Guerre mondiale) ainsi que d'un « Comité permanent » composé des délégués des pays membres, et se réunissant deux fois par an pour des sessions de deux semaines chacune.
À la suite de la création de la Société des Nations (SDN) à la fin de la Première Guerre mondiale, un certain nombre de pays et des personnalités fortes comme le diplomate français Camille Barrère ou le médecin italien Rocco Santoliquido s'opposent à ce que l'OIHP passe sous le contrôle du « comité d'hygiène » de la SDN institué en 1923. Les deux institutions coopèrent néanmoins sur quelques sujets,,,,. L'OIHP est aussi présent au sein du Bureau d'Extrême-Orient de la SDN.
Jusqu'à la Seconde Guerre mondiale, l'OIHP coexiste avec deux autres organismes sanitaires internationaux : l'Organisation d'hygiène de la Société des Nations, et l'Organisation sanitaire panaméricaine (PAHO). Le 22 juillet 1946 est votée la dissolution de l'OIHP et sa fusion avec l'OMS, qui ne prendra effet que quelques années plus tard. Le service épidémiologique et le service de documentation de l'OIHP resteront actifs jusqu'en 1948.

## Attributions
Initialement chargé d'assurer la surveillance et la lutte contre la peste, le choléra et la fièvre jaune, et en particulier les questions internationales concernant la quarantaine de ports et navires, l'OIHP étend progressivement son mandat à la tuberculose, la variole, le typhus, la grippe espagnole, les traumatismes liées à la Première Guerre mondiale, mesures d'hygiène des professionnels de santé, opium, cannabis et autres stupéfiants, études épidémiologiques, etc.
Le Bulletin de l'OIHP publié mensuellement jusqu'en 1946, fut une référence majeure de la santé publique internationale dans la première moitié du XXe siècle. Bien qu'à rythme réduit, le Bulletin continua d'être publié pendant la première et la seconde guerres mondiales.